# Sakura
Sakura (桜 sau 櫻 sau さくら sau サクラ?) este numele florii cireșului japonez (Prunus serrulata, Prunus x yedoensis, Prunus sargentii, Prunus speciosa). Florile sunt admirate pentru frumusețea lor, iar lemnul este întrebuințat pentru mobilă de înaltă calitate, sculptură sau pentru imprimatul stampelor.
Sakura este indigenă în Japonia, China, Coreea și India, dar poate fi găsită și în  Filipine, Canada, SUA, Germania, Marea Britanie etc.

## Simbolism
Pe când floarea de cireș simbolizează în China frumusețea feminină, în Japonia ea simbolizează mai degrabă natura efemeră a vieții. În timpul celui de al Doilea Război Mondial, sakura a fost folosită de autoritățile japoneze pentru întreținerea sentimentelor naționaliste și militariste în rândul populației. Piloții sinucigași kamikaze își pictau câteodată flori de sakura pe avioane sau luau cu ei crengi de sakura. Simbolismul legat de Japonia este într-atât de puternic încât, de exemplu, în Coreea cu prilejul aniversării a 50 de ani de la eliberarea de sub ocupația japoneză, autoritățile coreene au tăiat toți pomii sakura din grădina Palatului Gyeongbok din Seul care fuseseră plantați de autoritățile coloniale japoneze.

## Galerie

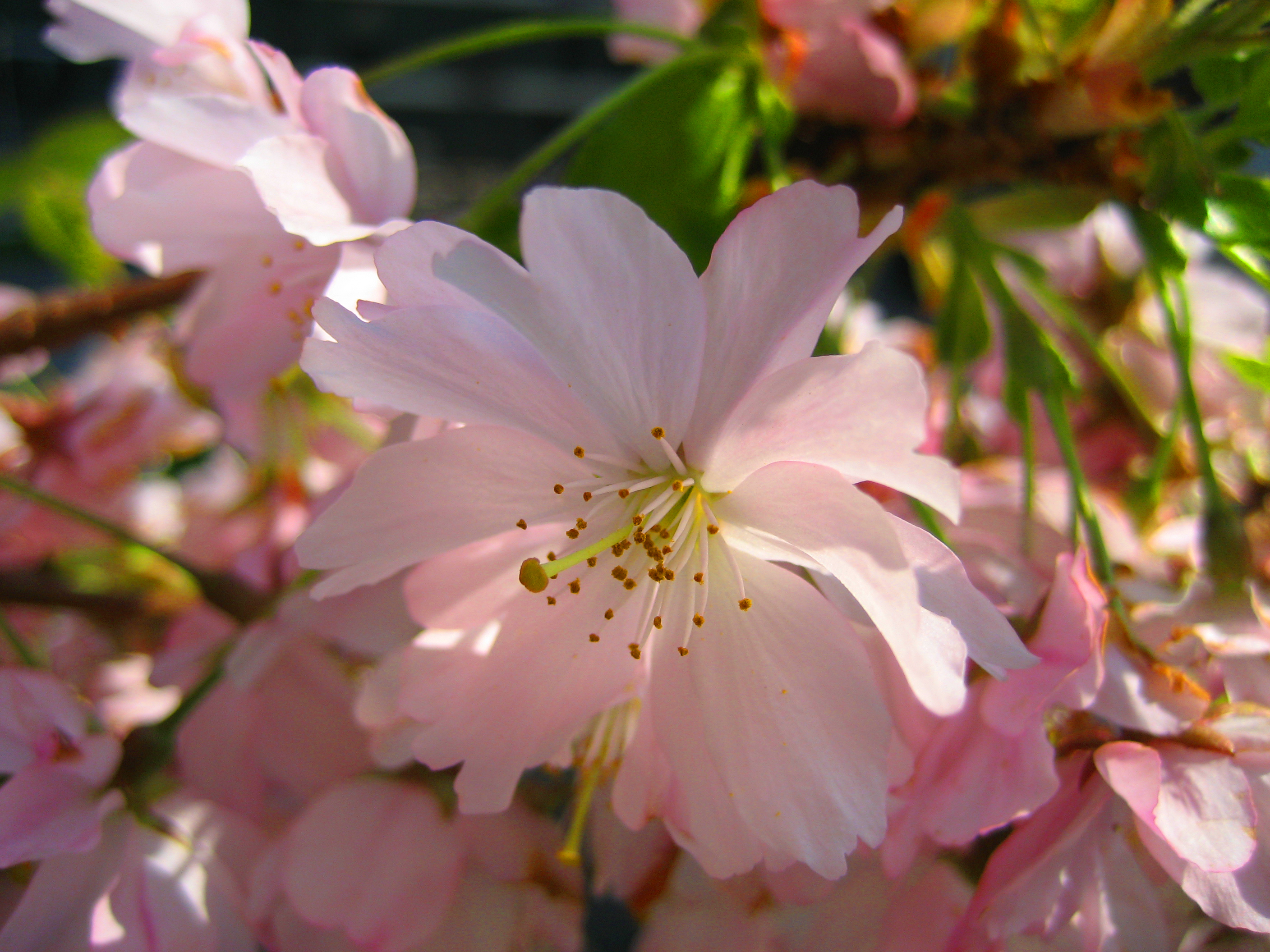
Sakura roz
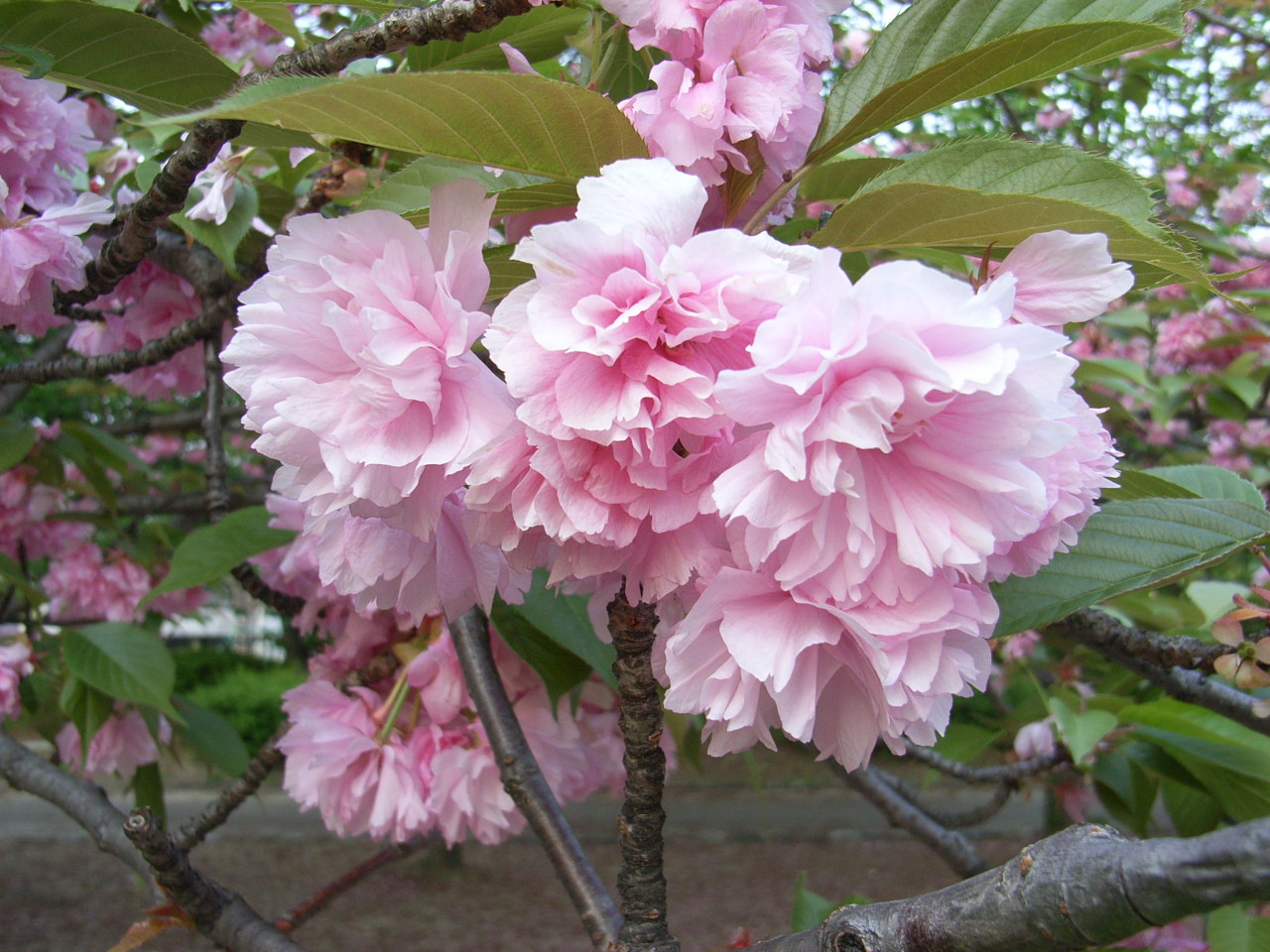
Yaezakura
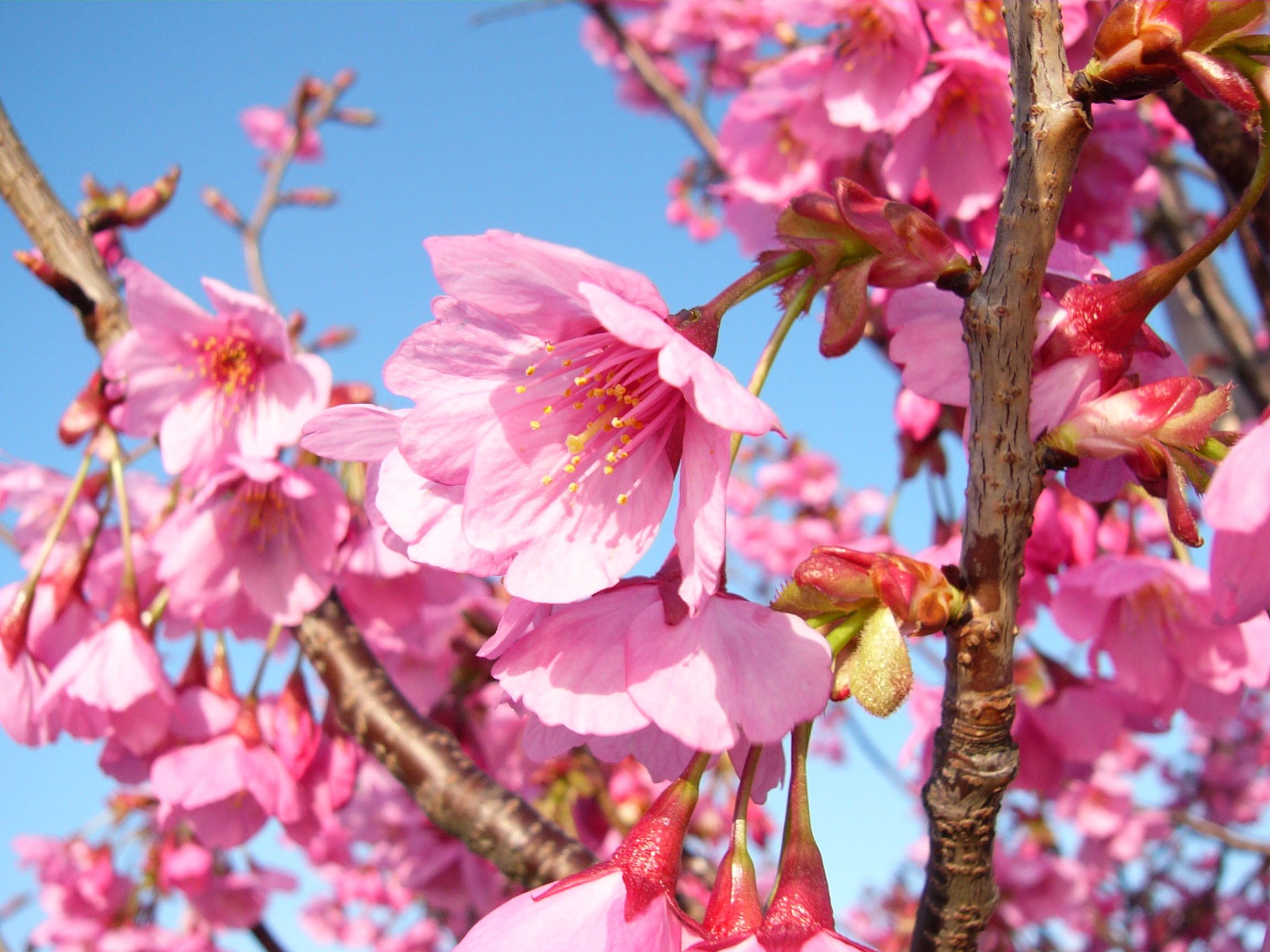
Hizakura
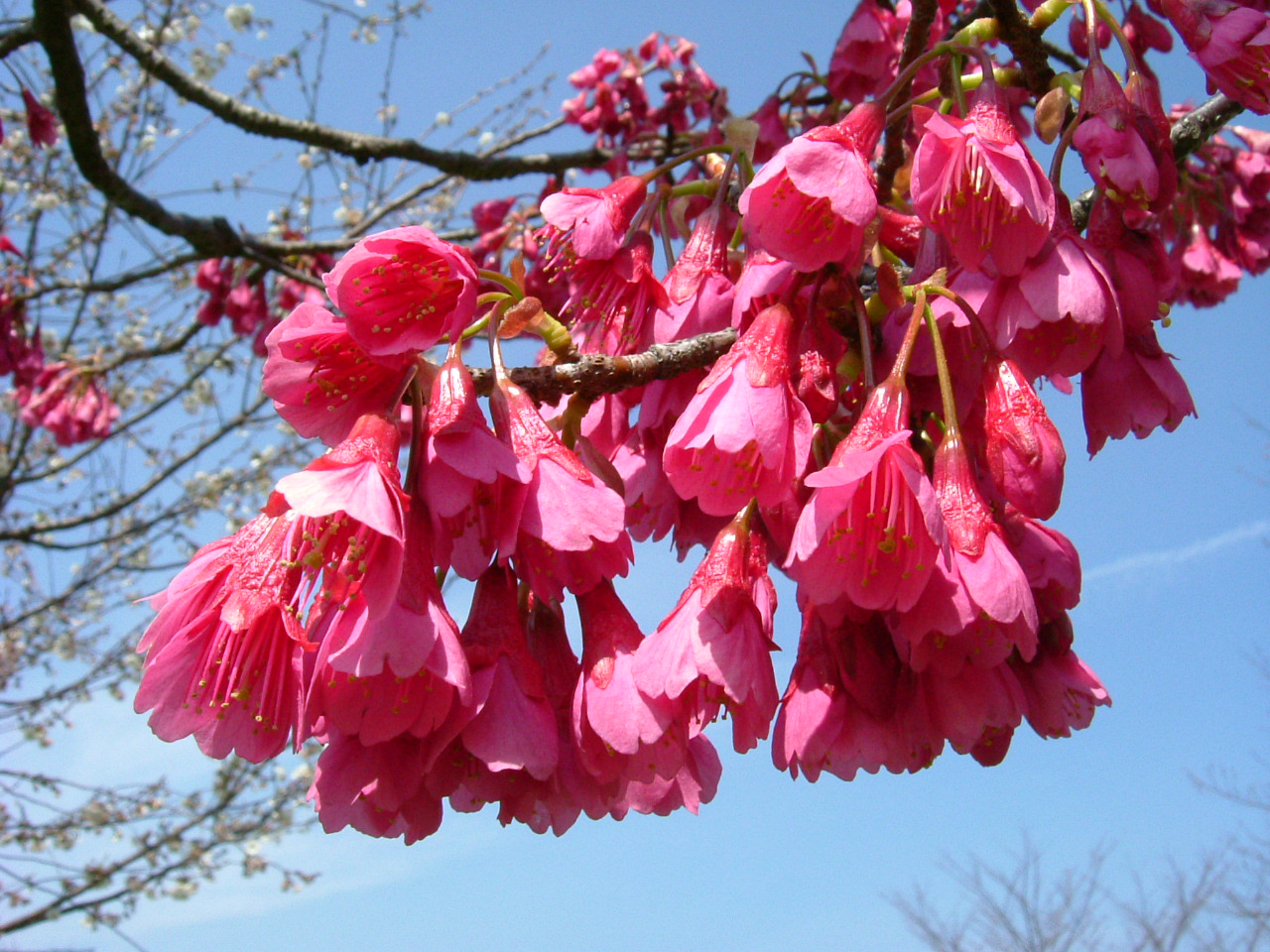
Hikanzakura
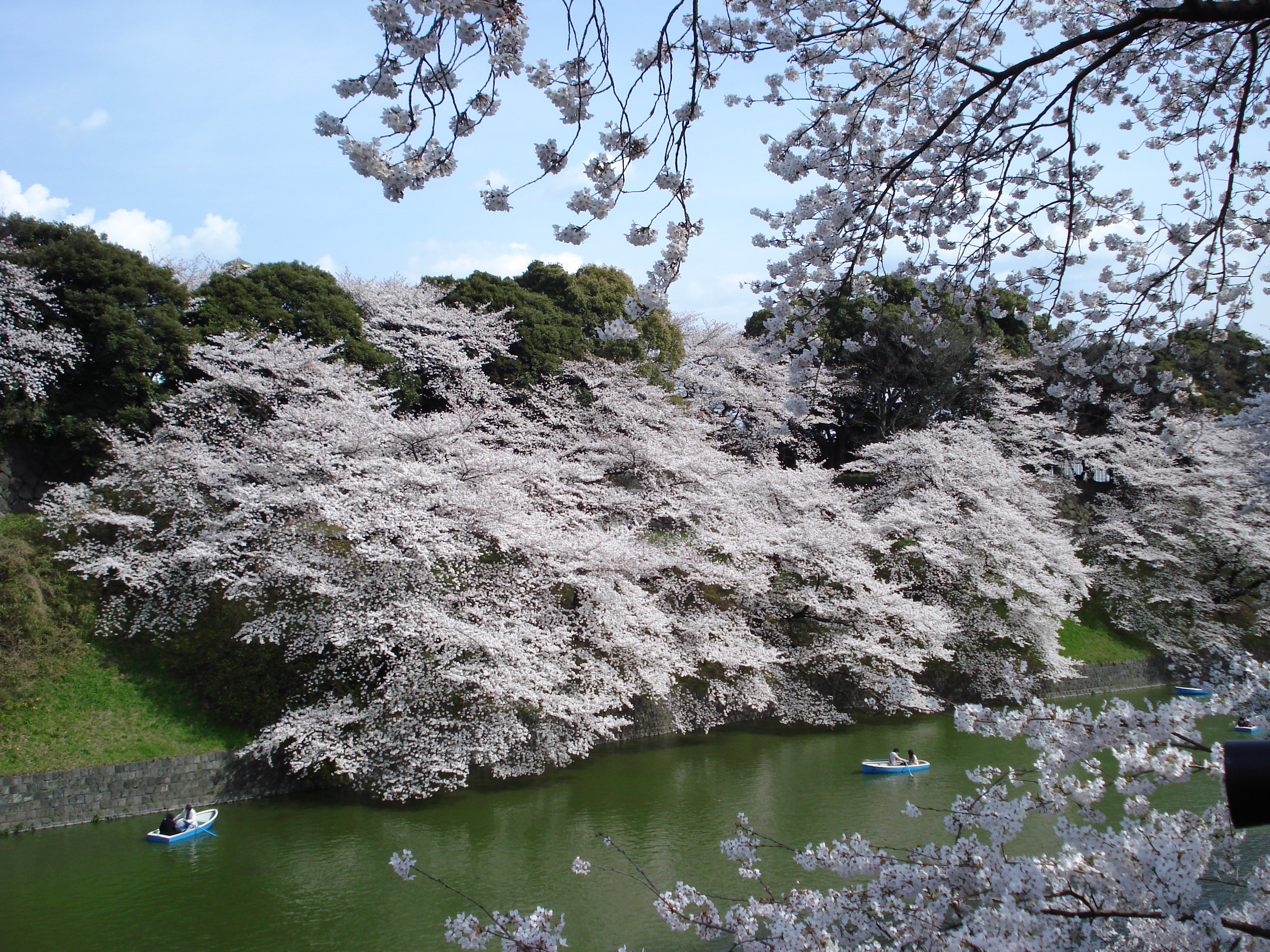
Chidorigafuji, Tokio
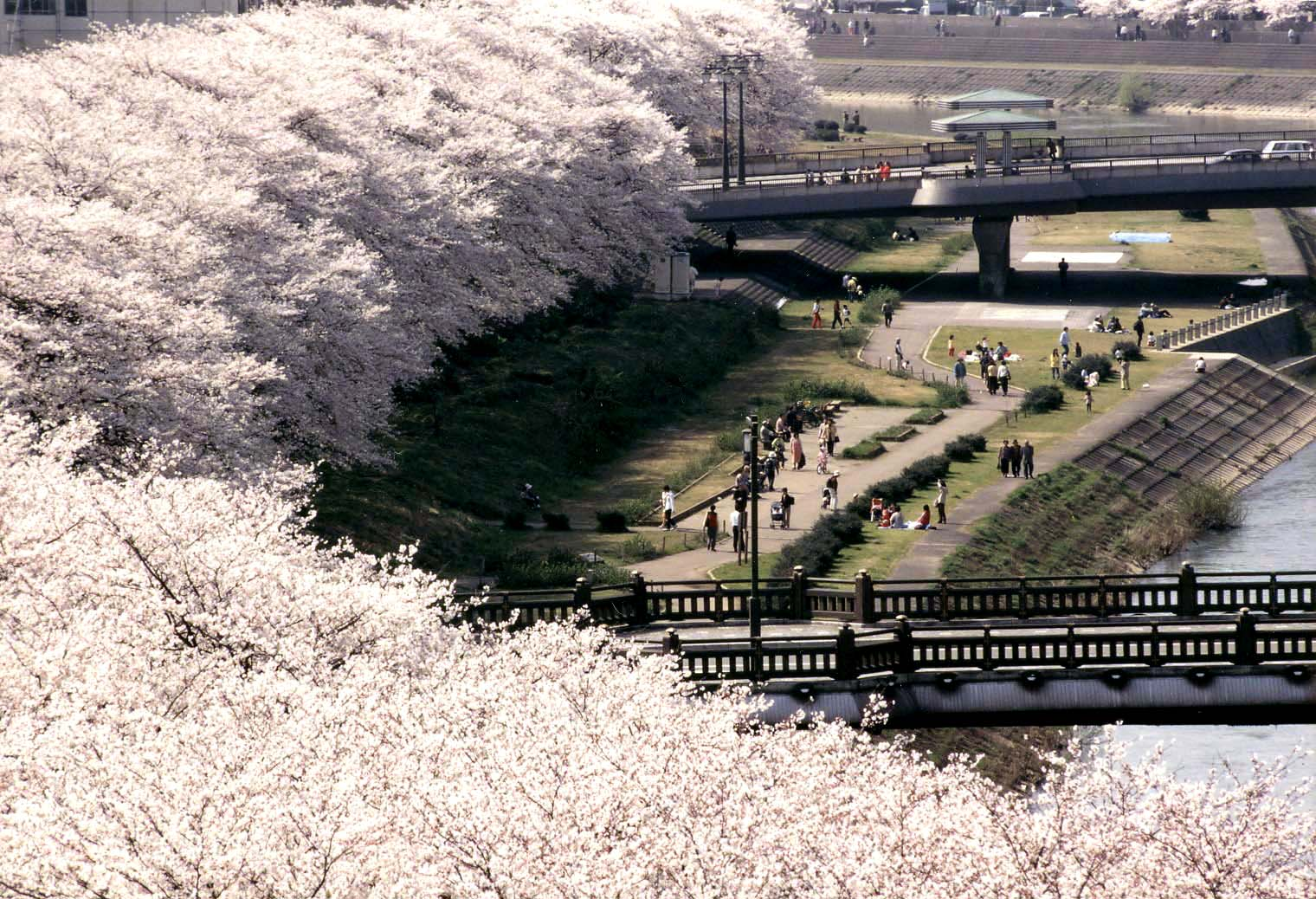
Asuwa
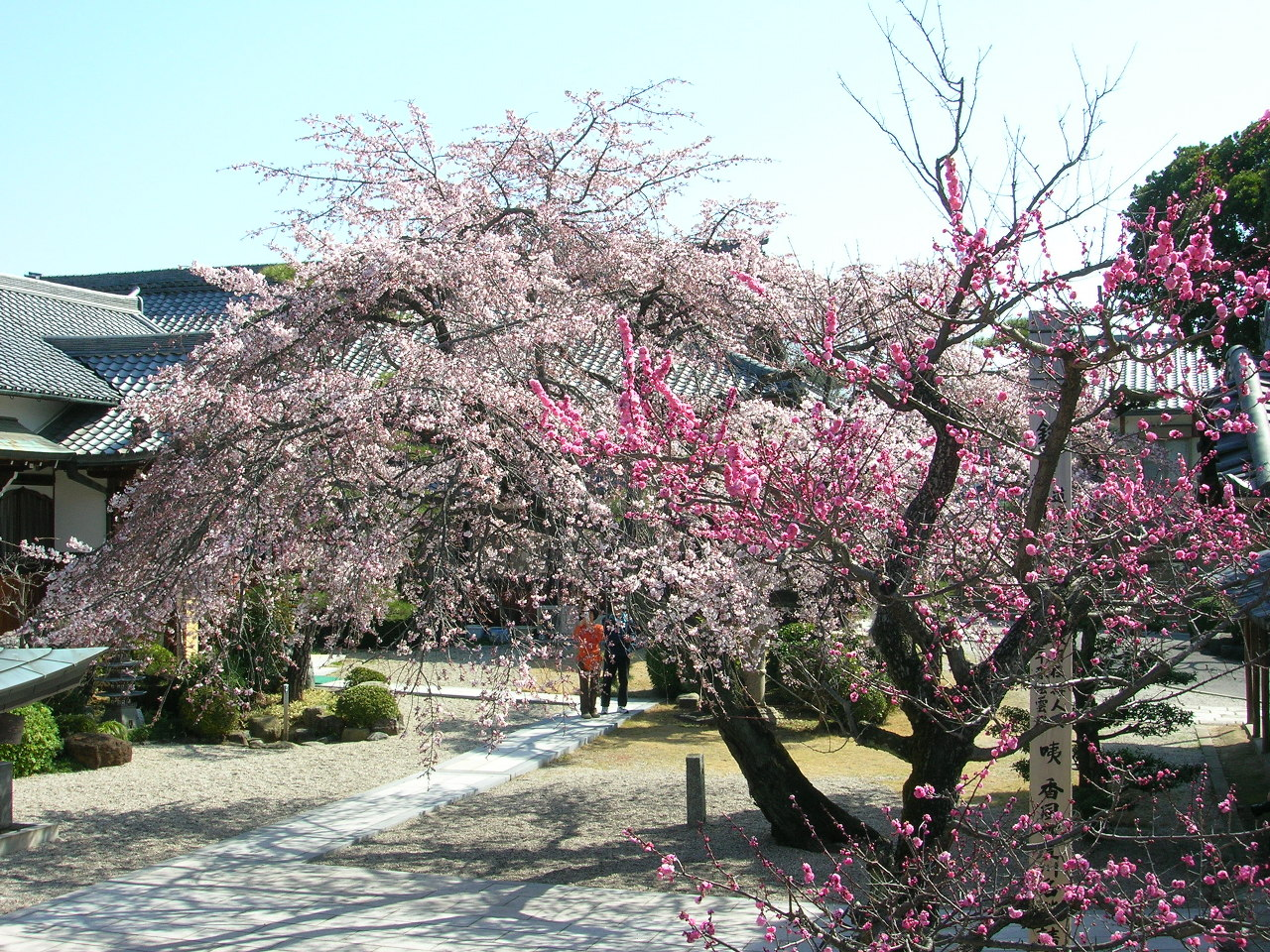
Ajiokasan Kōjakuin
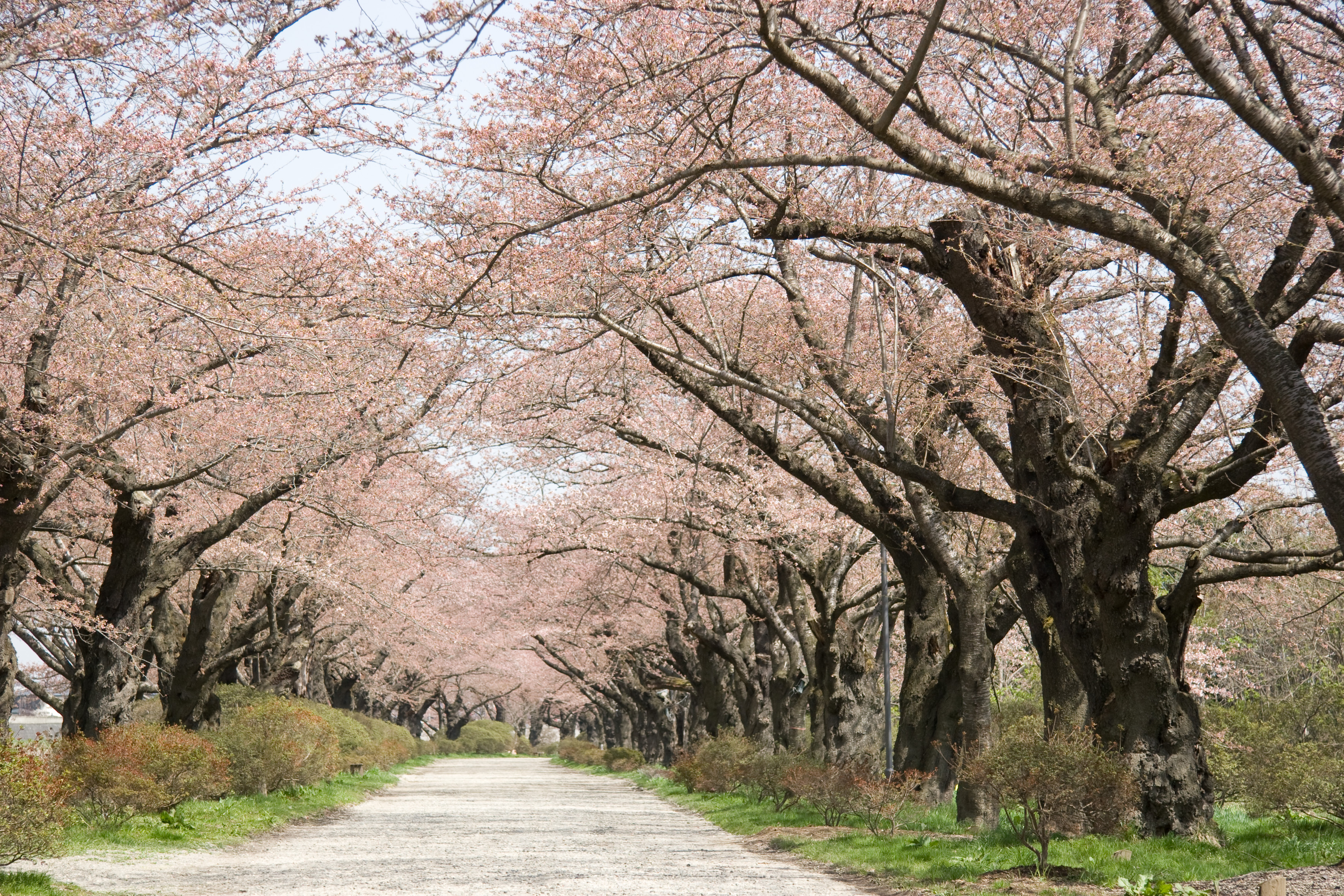
Kitakami
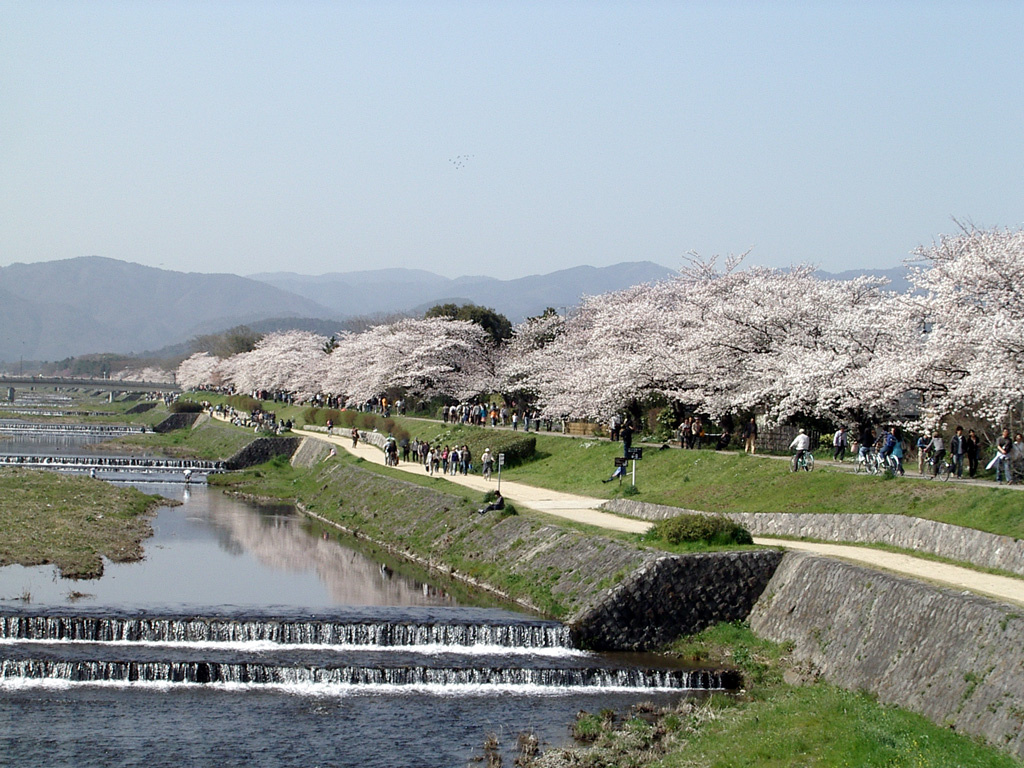
Malul râului Kamogawa în Kyoto